# Frederic Creswell

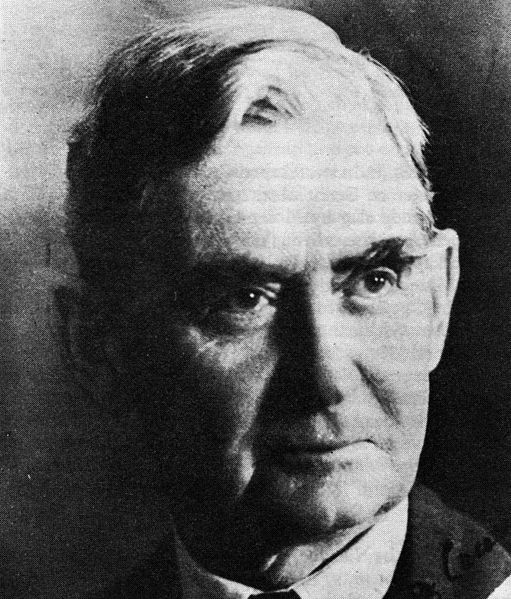
Frederic Creswell

Frederic H.P. Creswell (1866-1948), was een Zuid-Afrikaans politicus.
Frederic Creswell was een Engelstalig inwoner van Zuid-Afrika. Hij diende als militair en werd uiteindelijk bevorderd tot kolonel. Creswell was ook een mijningenieur. In januari 1910 richtte hij samen met anderen in Durban de South African Labour Party (Zuid-Afrikaanse Arbeiderspartij) op. Creswell werd partijvoorzitter. De Labour Party kwam op voor de rechten van blanke, Engelstalige Zuid-Afrikaanse arbeiders. De partij verwierf vrijwel geen aanhang onder de Afrikaner. De Labour Party toonde verder geen interesse voor het lot van de zwarte arbeiders. De Labour Party verkreeg bij de eerste verkiezingen in de Unie van Zuid-Afrika 4 van de 121 zetels van de Volksraad (Engels: House of Assembly). Creswell nam zitting in het Zuid-Afrikaanse parlement. In 1914 leidde hij een campagne tegen de komst van Chinese arbeiders.
In 1915, tijdens de Eerste Wereldoorlog, sprak Creswell zich uit voor een pro-Engelse politiek en steunde hij de aanval van het Zuid-Afrikaanse leger in de (toenmalige) Duitse kolonie Zuidwest-Afrika.. Na de Eerste Wereldoorlog groeide de Labour Party gestaag. De hardhandige onderdrukking van de arbeidersrevolte van (merendeels) blanke arbeiders in Witwatersrand (1922) door het kabinet onder premier generaal Jan Smuts werd door Creswell sterk veroordeeld. Ook de leider van Afrikaner Nasionale Party, James Barry Hertzog veroordeelde de onderdrukking scherp. Beide partijleiders zochten contact met elkaar en besloten met het oog op de parlementsverkiezingen van 1924 de beide partijen met elkaar te laten samenwerken. Bij de verkiezingen van 1924 behaalde de Nasionale Party 63 en de Labour Party 18 zetels, terwijl Smuts' Suid-Afrikaanse Party ten opzichte van de parlementsverkiezingen van 1921 verloor (79 - 53). Hertzog vormde hierop een kabinet waarin drie ministersposten aan de Nasionale Party kwamen en drie ministerszetels aan de Labour Party. Frederic Creswell was van 30 juni 1924 tot 29 maart 1933 minister van Defensie van Zuid-Afrika.
Frederic Creswells Labour Party leed bij de parlementsverkiezingen van 1929 een zware nederlaag, de partij ging van 18 naar 8 zetels, terwijl Hertzogs Nasionale Party een grote overwinning behaalde. Deze partij ging van 63 naar 78 zetels en verkreeg de absolute meerderheid in de Volksraad. Desondanks werd Creswell in het kabinet als minister gehandhaafd. Dit overigens ondanks kritieken van uiterst rechts, die Creswell vroegen de sociaaldemocratie en het communisme te veroordelen. In 1933, na Hertzogs toenadering tot Smuts, nam Creswell zitting in de oppositiebanken.
Kolonel ("Colonel") Frederic H.P. Creswell overleed in 1948.

## Verwijzingen
1. ↑  In 1925 veroordeelde Creswell zowel de "dictatuur van het proletariaat" (communisme) als de "dictatuur van het kapitalisme"

- Gemeinsame Normdatei: 1093433930
- International Standard Name Identifier: 0000 0000 3929 5839
- Library of Congress Control Number: nb2008014042
- Virtual International Authority File: 68462183
- WorldCat: E39PBJvH9Kyh3YQWQbfRKvRkDq